# Unterseeboot 349
Le Unterseeboot 349 (ou U-349) est un sous-marin allemand (U-Boot) de type VII.C utilisé par la Kriegsmarine (marine de guerre allemande) pendant la Seconde Guerre mondiale.

## Construction
L'U-349 est un sous-marin océanique de type VII C. Construit dans les chantiers de Nordseewerke à Emden, la quille du U-349 est posée le 19 octobre 1942 et il est lancé le 21 mai 1943. L'U-349 entre en service un mois et demi plus tard.

## Historique
Mis en service le 8 septembre 1943, l'Unterseeboot 349 sert de navire d'instruction et de formation des équipages à Gotenhafen au sein de la 22. Unterseebootsflottille jusqu'au 1er octobre 1943, puis l'U-349 intègre la 23. Unterseebootsflottille, à Danzig, toujours en tant que navire-école. Le 1er mars 1945, il est transféré dans la 31. Unterseebootsflottille à Hambourg, toujours pour la formation des sous-mariniers.
L'Unterseeboot 349 n'effectue donc aucune patrouille, étant depuis le début de sa carrière opérationnelle utilisé comme navire-école.
La fin de la guerre approchant, et à la suite de l'ordre donné (Opération Regenbogen) le 30 avril 1945 par l'amiral Karl Dönitz de saborder les navires de la Kriegsmarine, l'U-Boot U-349 est sabordé le 5 mai 1945 dans la baie de Gelting, à la position géographique de 54° 48′ N, 9° 49′ O. 
Ce naufrage volontaire cause la mort d'un des membres d'équipage.

## Affectations
- 22. Unterseebootsflottille à Gotenhafen du 8 au 30 septembre 1943 (navire-école).
- 23. Unterseebootsflottille à Danzig du 1er octobre 1943 au 28 février (navire-école).
- 31. Unterseebootsflottille à Hambourg du 1er mars au 5 mai 1945 (entrainement).

## Commandements
- Oberleutnant zur See Ernst Lottner du 8 septembre 1943 au 4 janvier 1944
- Oberleutnant zur See Wolfgang Dähne du 5 janvier 1944 au 5 mai 1945

## Patrouilles
L'U-349 n'a pas participé à des patrouilles pendant sa vie opérationnelle.

### Opérations Wolfpack
L'U-349 n'a pas opéré avec les Wolfpacks (meute de loups) durant sa carrière opérationnelle.

## Navires coulés
L'Unterseeboot 349 n'a ni coulé, ni endommagé de navire ennemi, n'ayant pas participé à des patrouilles.

### Source et bibliographie
- (en) Cet article est partiellement ou en totalité issu de l’article de Wikipédia en anglais intitulé « German submarine U-349 » (voir la liste des auteurs).
- Chris Bishop, historien militaire (trad. de l'anglais par Christian Muguet), Les sous-marins de la Kriegsmarine : 1939-1945 : le guide d'identification des sous-marins [« The spellmount submarine identification guide : Kriegsmarine U-boats 1939-1945 »], Paris, Éd. de Lodi, 2008, 192 p. (ISBN 978-2-84690-327-1, OCLC 470721805, BNF 41298980)